# Vaio in palo
Vaio in palo è un termine utilizzato in araldica se le pezze dello stesso smalto stanno una sull'altra e si toccano

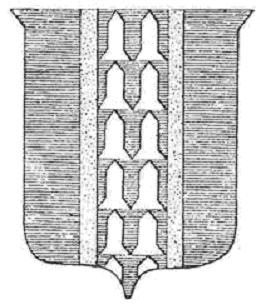
Vaio in palo